# معاملات پنهان در بروکسل
معاملات پنهان در بروکسل فیلم مستند است به کارگردانی فردریک موزر و متیو لی‌ترت که به نقش کاربُران (کارچاق‌کن‌ها)، رایزن‌ها و لابی کنندگان در سیاست اروپا و روند تصمیم گیری در اتحادیه اروپا می‌پردازد. طبق این فیلم، کنترل چندانی بر این گونه فعالیت‌ها وجود ندارد و تصمیم گیری‌های زیادی در پشت پرده و بدون شفافیت رخ می‌دهد.
این فیلم در سینماهای اتریش و بروکسل در بلژیک اکران شده و بسیار پربیننده بوده‌است.